# Episodi di Eddie, il cane parlante (prima stagione)
La prima stagione della serie televisiva Eddie, il cane parlante è stata trasmessa in anteprima negli Stati Uniti d'America da Nickelodeon tra il 16 ottobre 1999 e il 5 dicembre 2000.
| nº | Titolo originale           | Titolo italiano | Prima TV USA     | Prima TV Italia |
| -- | -------------------------- | --------------- | ---------------- | --------------- |
| 1  | Tagged                     |                 | 16 ottobre 1999  |                 |
| 2  | Dog Gone                   |                 | 23 ottobre 1999  |                 |
| 3  | Dog Day Out                |                 | 13 agosto 1999   |                 |
| 4  | All Howls Eve              |                 | 29 ottobre 1999  |                 |
| 5  | Slam Punk                  |                 | 13 novembre 1999 |                 |
| 6  | Cheaters Sometimes Prosper |                 | 20 novembre 1999 |                 |
| 7  | Mutts and Robbers          |                 | 18 dicembre 1999 |                 |
| 8  | Dog Years                  |                 | 31 dicembre 1999 |                 |
| 9  | Puppy Love                 |                 | 8 gennaio 2000   |                 |
| 10 | The Students Are Revolting |                 | 22 gennaio 2000  |                 |
| 11 | False Hero                 |                 | 29 gennaio 2000  |                 |
| 12 | A Dog's Life               |                 | 5 febbraio 2000  |                 |
| 13 | Return of Gigi             |                 | 12 febbraio 2000 |                 |
| 14 | Meet the New Boss          |                 | 19 febbraio 2000 |                 |
| 15 | Lie Like a Dog             |                 | 26 febbraio 2000 |                 |
| 16 | April Fools                |                 | 1º aprile 2000   |                 |
| 17 | Good Cop, Bad Dog          |                 | 8 ottobre 2000   |                 |
| 18 | Big Dog                    |                 | 15 ottobre 2000  |                 |
| 19 | Fur Better or Worse        |                 | 22 ottobre 2000  |                 |
| 20 | A Very Canine Christmas    |                 | 5 dicembre 2000  |                 |